# Большая Ильинка
Больша́я Ильи́нка — деревня в муниципальном округе Егорьевск Московской области России. 

## География
Деревня Большая Ильинка расположена в восточной части муниципального округа Егорьевск, примерно в 25 километрах к юго-востоку от города Егорьевск. В 4 километрах к востоку от деревни протекает река Цна. Высота над уровнем моря 132 метров.

## Название
Название связано с Илья разговорной формой календарного личного имени Илия.

## История
На момент отмены крепостного права в России принадлежала помещице Волковой. После 1861 года деревня вошла в состав Починковской волости Егорьевского уезда. Приход находился в селе Починки.
В 1926 году деревня входила в Ерохинский сельсовет Починковской волости Егорьевского уезда.
До 1994 года Большая Ильинка входила в состав Полбинского сельсовета Егорьевского района, в 1994—2004 годы — Полбинского сельского округа, а в 2004—2006 годы — Подрядниковского сельского округа.
До 2015 года входила в состав сельского поселения Юрцовское.
В 2015 году вошла в состав городского округа Егорьевск, образованного в том же году путем упразднения Егорьевского района и объединения всех его поселений в единый городской округ.

## Демография
В 1885 году в деревне проживало 206 человек, в 1905 году — 263 человека (125 мужчин, 138 женщин), в 1926 году — 197 человек (85 мужчин, 112 женщин). По переписи 2002 года — 5 человек (2 мужчины, 3 женщины). Население — 23 человек (2010).
| 1859 | 1868 | 1885 | 1905 | 1926 | 2002 | 2006 |
| ---- | ---- | ---- | ---- | ---- | ---- | ---- |
| 172  | ↗186 | ↗206 | ↗263 | ↘197 | ↘5   | ↗8   |
| 2010 |      |      |      |      |      |      |
| ↗23  |      |      |      |      |      |      |